# Mölnorbäcken
Mölnorbäcken is een van de (relatief) kleine riviertjes/beekjes die het Zweedse eiland Fårö rijk is. Het riviertje verzorgt (indien daar voldoende water aanwezig is) de afwatering van het meer Mölnorträsk. Na 300 meter bereikt ze Mölnorviken, een baai van de Oostzee. Alles heeft haar naam te danken aan de boerderij (gård) Mölnor uit de 18e eeuw. De stroom staat regelmatig droog.